# Alegeri legislative în Noua Zeelandă, 1855
Noua Zeelandă - alegerile parlamentare din 1855
În urma alegerilor parlamentare din 1855 din Noua Zeelandă, prin vot național, s-a conturat al doilea Parlament Neo Zeelandez. A fost a doua oară în istoria țării când au avut loc alegeri parlamentare și prima dată când a fost ales un Parlament care avea autoritate deplină să conducă colonia.
Primele alegeri parlamentare au fost ținute în urma aprobării actului cu numărul 1852 din Parlamentul Marii Britanii cu privire la Noua Zeelandă. Primul Parlament Neo Zeelandez nu avea puterea de a numi Cabinetul noului Parlament și satfel s-a iscat o dispută între
Parlament și guvernator. O dată cu alegerile din 1855, parlamentul și-a câștigat drepturile cuvenite,a stfel că unii consideră aceste alegeri și nu cele din anul 1853, începutul democrației Neo Zeelandeze.
În timpul alegerilor din 1855 nu existau partide politice în Noua Zeelandă,a stfel, toți candidații erau independenți. Guvernele erau foramte în urma coalițiilor slabe, cu viitori prim-miniștri, care căutau suportul celorlalți membri ai Parlamentului, pentru a con duce o majoritate. Astfel nimeni nu putea afirma că a câștigat alegerile. De obicei, un guvern se ridica sau cădea, pe baza înțelegerilor cu parlamentarii, nu bazându-se pe alegeri.
În urma alegerilor din 1855, voturile au avut loc în zile diferite pentru fiecare loc în Parlament. Primul vot a avut loc pe data de 26 Octombrie, iar ultimul pe data de 28 Decembrie. Estimativ, un număr total de 9.891 oameni au avut drept de vot, totuși, un record negativ pentru anumite regiuni. Numărul districtelor electorale ere de 24, în unele districte fiind aleși mai mulți membri. Numărul total de locuri era de 37. Unele părți ale coloniei nu făceau parte din nici un district și astfel nu aveau drept de vot.